# Kepler-442b

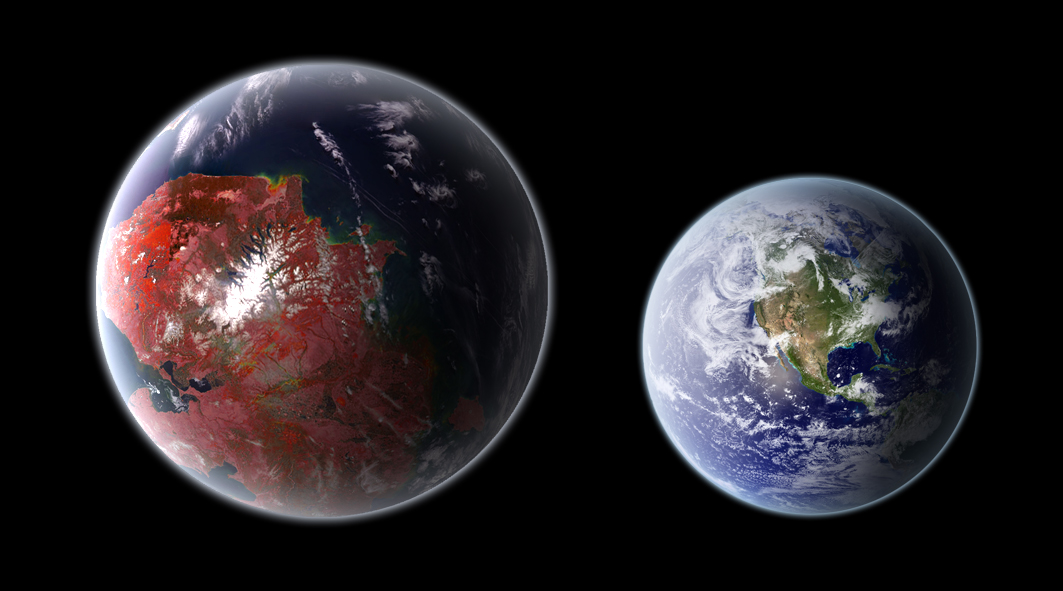
Concepção artística de Kepler-442B (à esquerda) em comparação com o tamanho da Terra.

Localização da constelação de Lyra da IAU

Kepler-442b (também conhecido por sua designação Kepler Object of Interest de KOI-4742.01) é um exoplaneta confirmado com quase o tamanho da Terra, é provavelmente rochoso, orbitando dentro da zona habitável da estrela de tipo K Kepler-442, cerca de 1.120 anos-luz (342 pc) a partir da Terra, na constelação de Lyra. O planeta foi descoberto pelo observatório espacial Kepler da NASA usando o método de trânsito, quando o efeito de escurecimento que faz um planeta como ele quando cruza em frente da sua estrela é medido. A NASA anunciou a confirmação do exoplaneta em 6 de janeiro de 2015.

## Exoplaneta confirmado
Kepler-442b é um exoplaneta quase do tamanho da Terra com um raio de 1,34 vezes ao da Terra. O planeta orbita a estrela de tipo K Kepler-442 uma vez a cada 112,3 dias. É estimado para ter uma massa equivalente a 2,34 massas terrestres. A gravidade na superfície de Kepler-442b seria de apenas 30% mais forte do que a da Terra, partindo do princípio de uma composição rochosa semelhante à da Terra. Esta seria uma diferença tolerável para os seres humanos.

## Habitabilidade
O planeta foi anunciado como estando situados dentro da zona habitável de Kepler-442, uma região onde a água líquida pode existir na superfície do planeta. Ele foi descrito como sendo um dos planetas mais parecidos como a Terra, em termos de tamanho e temperatura, já encontrado. Tem um Índice de Similaridade com a Terra (ESI) de 0,84.
| Exoplanetas notáveis – Observatório Espacial Kepler |
| --- |
| Pequenos exoplanetas confirmados em zonas habitáveis. (Kepler-62e, Kepler-62f, Kepler-186f, Kepler-296e, Kepler-296f, Kepler-438b, Kepler-440b, Kepler-442b) (Observatório Espacial Kepler; 6 de janeiro de 2015). |